# Tinodes powelli
Tinodes powelli is een schietmot uit de familie Psychomyiidae. De soort komt voor in het Nearctisch gebied.